# نورثیام
نورثیام (به انگلیسی: Northiam) یک روستا و محله مدنی در بریتانیا است که در Rother واقع شده‌است. نورثیام ۱۴٫۵ کیلومتر مربع مساحت و ۲٬۰۸۳ نفر جمعیت دارد.